# Буряк Данило Олексійович
Данило Олексійович Буряк (позивний «Голлівуд»; 16 лютого 1994, м. Мелітополь, Запорізька область — 24 липня 2023, Бахмут, Донецька область) — український військовий, боєць 3 ОШБр ЗСУ. Учасник оборони Київщини та боїв на Донбасі; учасник таємної операції ГУР по посиленню гарнізона заблокованого Маріуполя, захисник Маріуполя.

## Життєпис

### Дитинство та цивільне життя
Данило Буряк народився у Мелітополі у 1994 році. Його батьки рано померли, тож хлопчика виховували бабуся та тітка.
Вчився у мелітопольській школі № 9, після неї — закінчив Мелітопольське вище професійне училище, отримав фах токаря.
У 2013 вступив у Мелітопольський державний педагогічний університет імені Богдана Хмельницького. Вчився на природничо-географічному факультеті, але закінчити університет не встиг. Активно займався спортом, був призером чемпіонату України з кікбоксингу. Дуже обізнаний у кінематографі тому й отримав псевдо Голлівуд.

### Участь в АТО
У 2013 році Данило пішов служити в армію. Під час строкової служби почалася російсько-українська війна.
2014 року хлопець підписав контракт. Потрапив у підрозділ зв'язку 28-ї окремої механізованої бригади імені Лицарів Зимового Походу, але шукав інше місце для служби — мріяв брати участь в бойових діях. У складі тієї ж бригади брав участь у боях біля Мар'їнки.
Після завершення контракту в 2018 році Данило звільнився та переїхав у Київ. Працював на цивільній роботі.

### Широкомасштабна війна
Наприкінці лютого 2022 року хлопець пішов добровольцем у ТРО «Азов», яке сформувалось у Києві з ветеранів полку «Азов». Брав участь в обороні столиці та боях за Мощун.
Наприкінці березня став учасником спецоперації ГУР та полетів на гелікоптері в оточений Маріуполь. У міських боях виконував роль розвідника, проводив операції з зачистки багатоповерхівок, під час яких отримав осколкове поранення в руку.
Через поранення Голлівуд не міг продовжувати виконувати бойові задачі. На одному з останніх гелікоптерів його вивезли у Дніпро. Після тривалого лікування та відновлення повернувся на війну, навіть попри пластину у руці.
Бойовий шлях продовжив у рядах штурмового взводу МИРОН, на посаді старший стрілець-оператор 2 штурмового відділення 3 штурмового взводу 2 штурмової роти 2 штурмового батальйону 3 ОШБр. Брав участь у боях за Бахмут, був заступником командира штурмової групи. Під час останнього штурму, 24 липня 2023, отримав кульове поранення в голову і загинув зі зброєю в руках біля села Андріївка.
Разом з ним загинули побратими «Мирон» та «Сантос».
Похований у Києві.

## Нагороди
- Медаль «Ветеран війни»
- Медаль «Учасник АТО»
- Медаль «Воєнна розвідка України» (31.05.2022)
- Медаль «За сприяння обороні Києва» (31.01.2023)
- Медаль «Золотий хрест» (07.08.2023; посмертно)
- Герой України з удостоєнням ордена “Золота Зірка”[3] (05.12.2024; посметрно)